# جساس بن مرة
جساس بن مرة الشيباني البكري (ولد: 464 - الوفاة: نحو 535)، شاعر شجاع من أمراء العرب في الجاهلية، وهو الذي يُسمّى الحامي الجار المانع الذمار لقتله كليب بن ربيعة بسبب ناقة البسوس بنت المنقذ بن سلمان المنقذي خالة جساس، وكان ذلك سبب نشوب الحرب بين تغلب وبكر وكان جساس آخر من قتل في هذه الحرب والتي دامت أربعين سنة. ذكره ابن سعد الأندلسي في «نشوة الطرب في تاريخ جاهلية العرب»: وأما جساس بن مرة فكان من أبطال بكر في الجاهلية وفتاكها، وهو قاتل كليب بن وائل التغلبي  سيد بني تغلب وأخو عدي بن ربيعة (الزير سالم)  ومسبب حرب الباسوس التي أندلعت بين بكر بن وائل وتغلب بن وائل ويقال أن خادم أبي نويرة التغلبي قد قتله برمية سهم بعد أن قتل جساس ابو نويرة التغلبي. 

## نسبه

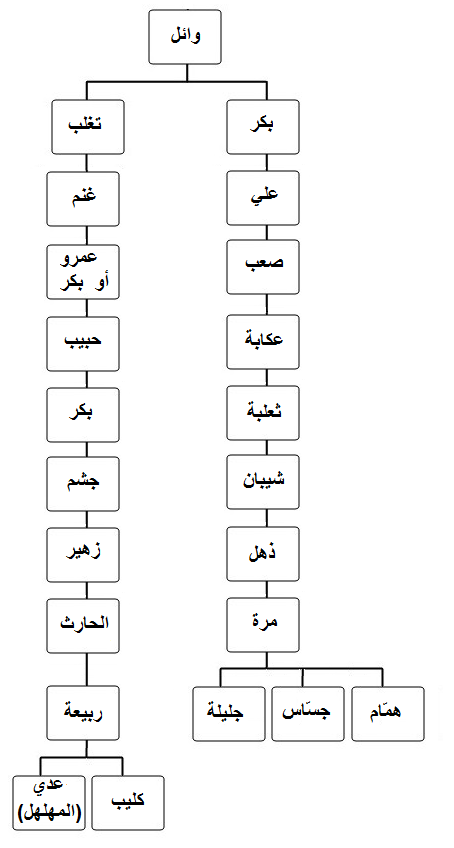
شجرة عائلة الشخصيات الرئيسية في حرب البسوس

- هو جساس بن مرة بن ذهل بن شيبان بن ثعلبة بن عكابة بن صعب بن علي بن بكر بن وائل بن قاسط بن هنب بن أفصى بن دعمي بن جديلة بن أسد بن ربيعة بن نزار بن معد بن عدنان، الشيباني البكري.[3]
- أمه: الهالة من بني عمرو بن سعد بن زيد مناة بن تميم بن مر بن إد بن طابخة بن إلياس بن مضر بن نزار بن معد بن عدنان.

### أولاده
1. شهاب
2. لأي
3. الفزر
4. ماعز
5. عبد عدي

## جساس يقتل الملك كليب
وقال: وكان حديث جساس من أعجب ما يسطر: وذلك أنه قتل صهره زوج أخته كليب بن ربيعة لكونه رمى ناقة جارة له بسهم، وأقام الحرب العظيمة، وأفنت الأبطال والأشراف، وآخر من قتل فيها جانيها جساس المذكور: وذلك أنه ربى ولد كليب من أخته، فنشأ الغلام ولا يعلم له والداً غير جساس؛ فلما كبر وركب أعلم بقضية أبيه، وأن خاله هو الذي قتله، فطلب بثأره، وقتل خاله.
وحدث أن كليباً دخل على امرأته جليلة بنت مرة يوماً فقال لها: هل تعلمين على الأرض أمنع مني ذمة؟ فسكتت، ثم أعاد عليها الثانية فسكتت، ثم أعاد عليها الثالثة فقالت: نعم، أخي جساس (وهو جساس بن مرة، كان فارساً شهماً أبياً، وكان يلقب الحامي الجار، المانع الذمار، وهو الذي قتل كليباً، مات سنة 534 م) وندمانه، ابن عمه عمرة المزدلف بن أبي ربيعة بن ذهل ابن شيبان. فسكت كليب، ومضت مدة، وبينما هي تغسل رأسه وتسرحه ذات يوم إذ قال لها: من أعز وائل؟ قالت: أخواي جساس وهمام. فنزع رأسه من يدها وخرج.
وكانت لجساس خالة اسمها البسوس بنت منقذ، جاءت ونزلت على ابن أختها جساس، فكانت جارة لبنى مرة، ولها ناقة خوارة، ومعها فصيل لها، فلما خرج كليب غاضباً من قول زوجته جليلة رأى فصيل الناقة فرماه بقوسه فقتله. وعلمت بنو مرة بذلك، فأغمضوا على ما فيه وسكتوا، ثم لقي كليب ابن البسوس فقال له: ما فعل فصيل ناقتكم؟ فقال: قتلته وأخليت لنا لبن أمه، وأغمضت بنو مرة على هذا أيضاً.
ثم أن كليباً أعاد القول على امرأته فقال: من أعز وائل؟ فقالت: أخواي ! فأضمرها في نفسه وأسرها وسكت، حتى مرت به إبل جساس وفيها ناقة البسوس، فأنكر الناقة ثم قال: ما هذه الناقة ؟ قالوا: لخالة جساس. فقال: أو بلغ من أمر ابن السعدية (أي جساس) أن يجير عليّ بغير إذني؟ إرم ضرعها يا غلام، فأخذ القوس ورمى ضرع الناقة، فاختلط دمها بلبنها.
فلما رأتها صاحت: واذلاه ! فقال لها جساس: اسكتي فلك بناقتك ناقة أعظم منها، فأبت أن ترضى حتى صاروا لها إلى عشرا، فلما كان الليل أنشأت تقول بخطاب سعداً أخا جساس وترفع صوتها تسمع جساساً:
فلما سمعها جساس بن مرة قال لها: اسكتي لا تراعي إني سأقتل جملاً أعظم من هذه الناقة، سأقتل علالاً، وهو فحل إبل كليب لم ير في زمانه مثله، وإنما أراد جساس بمقالته كليباً.
ثم ظعن ابنا وائل بعد ذلك، فمرت بكر على نهى أي غدير يقال له شبيث، فنفاه كليب عنه وقال: لا يذوقون منه قطرة، ثم مروا على نهى آخر يقال له الأحص فنفاهم عنه وقال: لا يذوقون منه قطرة، ثم مروا على بطن الجريب (واد عظيم) فمنعهم إياه، فمضوا حتى نزلوا الذنائب، واتبّعهم كليب وحيه حتى نزلوا عليه، فمر عليه جساس ومعه ابن عمه عمرو بن الحارث بن ذهل، وهو واقف على غدير الذنائب، فقال له: طردت أهلنا عن المياه حتى كدت تقتلهم عطشا ! فقال كليب: ما منعناهم من ماء إلا ونحن له شاغلون، فقال له: هذا كفعلك بناقة خالتي، فقال له: أوقد ذكرتها أما إني لو وجدتها في غير إبل مرة لاستحللت تلك الإبل بها أتراك مانعي أن أذب عن حماي، فعطف عليه جساس فرسه فطعنه برمح فأنفذ حضني (الحضن مادون الإبط إلى الكشح).
فلما تداءمه الموت قال: يا جساس، اسقني من الماء، فقال: ماعلقت استسقاءك الماء منذ ولدتك أمك إلا ساعتك هذه، فالتفت إلى عمرو وقال له: يا عمرو، أغثني بشربة ماء، فنزل إليه وأجهز عليه.
فقالت العرب:

## حرب البسوس ومقتل جساس
بعد أن قتل جساس الملك كليب قامت حرب البسوس أربعين سنة بين بكر قبيلة جساس وتغلب قبيلة كليب بن ربيعة بقيادة أخيه المهلهل بن ربيعة. أكلت الحرب الكثير من الحيين (مفردها حي أي القبيلة) ولم تنته إلا بعد سقوط المهلهل عدي بن ربيعة أسيرًا في يد الحارث بن عباد فتداعى كثيرون من القبيلتين للصلح، وقد تم على يد ملك كندة أبي امرئ القيس، الملك حجر آكل المرار بن عمرو في اليمامة وسط نجد.
قتل أثناء الحرب جساس بن مرة بعد أن التقى في إحدى المعارك مع فارس تغلب أبو نويرة التغلبي فكلاهما ضرب الآخر ضربة أطاحته. نقل بعدها جساس إلى أخواله لتضميد جراحه إلا أنه لم يلبث طويلاً فمات بسبب ضربة أبي نويرة الذي مات هو الآخر بعد مبارزة جساس، وبذلك استطاع جساس أن يقتل 15 فارسًا من بني تغلب أولهم الملك كليب وآخرهم أبو نويرة التغلبي في بداية الحرب، أي أن جساس مات شابًا وفي سنوات الحرب الأولى. ولكن بعض القصص الشعبية ادعت أنه عاش زمن الحرب وأصبح ملكًا وقتله ابن اخته الهجرس أو الجرو بن كليب كما سماه أبوه كليب قبل أن يموت ثأرًا لأبيه كليب.

## روابط خارجية
- جساس بن مرة على موقع بوابة الشعراء
- جساس بن مرة على موقع موسوعة الديوان الشعرية